# Game Stick
Game Stick es un emulador del Nintendo Entertainment System contenido en un joystick. Incluye 76 juegos, de los cuales unos pocos no pueden ser usados ya que necesitan de una pistola para poder ser jugados, cosa que el sistema no sólo no incluye, sino que tampoco tiene un puerto para insertar alguna pistola compatible con la consola.
Además, algunos de los juegos han sufrido modificaciones gráficas o poseen nombres diferentes a los originales.

## Juegos incluidos
1. CONTRA QQE  - Contra (Konami)
2. ALADDIN III RJZ - Magic Carpet 1001 (Caltron)
3. POKEMON KIW - Nuts & Milk (Hudson Soft)
4. KITTY AGG - Dig Dug (Namco)
5. DING DONG IXM - Binary Land (Hudson Soft)
6. TELETUBIES SKD - Mario Bros. (Nintendo)
7. TURTLES I OMP - Donkey Kong Jr. (Nintendo)
8. TURTLES II SQW - Lode Runner (Hudson Soft)
9. TOY STORY II IKM - Bomberman (Hudson Soft)
10. TETRIS II CQS - Tengen Tetris (Tengen)
11. SOCCER EKA - Soccer (Nintendo)
12. SUPER MARIO WMO - Super Mario Bros. (Nintendo)
13. ARKONOID PXY - Arkanoid (Taito)
14. ELEVATOR UEV - Elevator Action (Taito)
15. TWIN BEE SLC - Twinbee (Konami)
16. SPARTANX CTU - Spartan X (Nintendo)
17. STAR FORCE CUC - Star Force (Tecmo)
18. EXERION HJM - Exerion (Jaleco)
19. SKY DESTROYER EAM  - Sky Destroyer (Taito)
20. MACROSS SCS - Macross (Namco)
21. TANK 90 QEE - Battle City (Namco)
22. POOYAN JZW - Pooyan (Konami)
23. GALAZA IWE - Galaga (Namco)
24. ROAD FIGHTER GGY - Road Fighter (Konami)
25. STAR GATE XMP - Star Gate (Nintendo)
26. FORMATION Z KDI - Formation Z (Jaleco)
27. GYRODINE MPN - Gyrodine (Taito)
28. SUPER DYNAMIX WQO - Super Dynamix (TAD)
29. SPACE ET KMO - Space Invaders (Taito)
30. FRONT LINE QSR - Front Line (Taito)
31. POPEYE KAQ - Popeye (Nintendo)
32. ARABIAN MOS - Super Arabian (Sunsoft)
33. CIRCUS CHARLIE XYK - Circus Charlie (Konami)
34. JOUST EVQ - Joust (Nintendo)
35. MILLIPEDE - Millipede (HAL Laboratory)
36. ANTARCTIC TUY - Antarctic Adventure (Konami)
37. DUCK HUNT UCF - Duck Hunt (Nintendo)
38. MAPPY JNV - Mappy (Namco)
39. DOOR DOOR AMM - Door Door (Enix)
40. BALOON FIGHT CSO - Balloon Fight (Nintendo)
41. WILD GUNMAN EER - Wild Gunman (Nintendo)
42. NINJA I ZWK - Ninja-Kun: Majou No Bouken (Jaleco)
43. KUNG FU WEA - Yie Ar Kung-Fu (Konami)
44. URBAN CHAMPION GYI - Urban Champion (Nintendo)
45. COMBAT MPS - Field Combat (Jaleco)
46. KARATEKA DIO - Karateka (Broderbound)
47. ICE CLIMBER PNS - Ice Climber (Nintendo)
48. HELICOPTER PNS - Raid on Bungeling Bay (Hudson Soft)
49. SMALL MARY MOC - Xiao Ma Li (Idea Tek)
50. PIN BALL SRE - Pinball (Nintendo)https://www.youtube.com/watch?v=JVZWimJiluk
51. BRUSH ROLL AQW - Brush Roller (Hwang Shinwei)
52. DEVIL WORLD OSP - Devil World (Nintendo)
53. CALCULATOR YKU - Donkey Kong Jr. Math (Nintendo)
54. CLU CLU LAND VQS - Clu Clu Land (Nintendo)
55. BIRD WEEK CAC - Bird Week (EMI-Toshiba/Lenar)
56. FIVE CHESS UYC - Gomoku Narabe (Nintendo)
57. F-1 RACE CFH - F-1 Race (Nintendo)
58. PAC MAN NVE - Pac-Man (Namco)
59. ZIPPY RACE MMS - Zippy Race (Irem)
60. EXCITE BIKE SOQ - Excitebike (Nintendo)
61. HOGANS ALLEY ERJ - Hogan's Alley (Nintendo)
62. BASEBALL WKI - Baseball (Nintendo)
63. HIG TANK EAG - Battle City (Namco)
64. TENNIS YIX - Tennis (Nintendo)
65. LUNAR BALL PSK - Lunar Ball (Pony Canyon)
66. TOY STORE I IOM - Circus Charlie (Konami)
67. GOLF NSM - Golf (Nintendo)
68. WRESTLE OIK - M.U.S.C.L.E. (Bandai)
69. SPEED POINTER OCQ - Brush Roller (Hwang Shinwei)
70. BOMB JACK REK - Mighty Bomb Jack (Tecmo)
71. SQOON QWM - Sqoon (Irem)
72. 1942 SPX - 1942 (Capcom)
73. STAR TURTLES KUE - Donkey Kong Jr. (Nintendo)
74. CLAY SHOOTING QSL - Duck Hunt (Nintendo)
75. SLALOM ACT - Slalom (Rare)
76. MAGIC JEWERY YCU - Magic Jewelry (Hwang Shinwei)

- Datos: Q2756319